# Instrumentos de políticas públicas
Instrumentos de políticas públicas são os meios pelos quais o Estado operacionaliza suas decisões, traduzindo diretrizes políticas em ações concretas. Consistem em métodos, técnicas e mecanismos por meio dos quais o poder público estrutura a ação coletiva para enfrentar problemas públicos de forma planejada e coordenada.
Esses instrumentos ocupam uma posição intermediária no campo das políticas públicas: são mais específicos do que as diretrizes gerais — pois lidam com os meios concretos de implementação —, mas mais amplos do que os programas, que os aplicam de forma específica. Assim, uma política pública pode incluir diversos programas que operam com um único instrumento (como repasses financeiros) ou com uma combinação de ferramentas.

## Literatura
Segundo Howlett e Mukherjee (2017), os instrumentos de política são formas pelas quais as autoridades exercem poder para mobilizar apoio político e induzir mudanças sociais. Eles influenciam comportamentos e práticas de indivíduos e grupos sociais, seja por meio da provisão de bens e serviços, seja pela reorganização de processos internos do Estado. Schneider e Ingram (1997) os definem como mecanismos incorporados ao desenho das políticas públicas para induzir comportamentos que não ocorreriam espontaneamente, com o objetivo de resolver problemas públicos ou alcançar objetivos definidos.
Vedung (1998) considera os instrumentos como um repertório técnico do governo para exercer sua autoridade de maneira estratégica, promovendo ou impedindo mudanças sociais. Lascoumes e Le Galès (2005) destacam que os instrumentos não são neutros: carregam visões de mundo, concepções de ação e técnicas específicas que moldam tanto o conteúdo quanto os efeitos das políticas públicas. Essa perspectiva é especialmente visível nas políticas urbanas, onde os instrumentos operam próximos da entrega final da ação pública e produzem efeitos espacializados.
Os instrumentos não apenas viabilizam ações estatais, mas também representam formas recorrentes e sancionadas de resolver problemas coletivos. Institucionalizados como "modos corretos de proceder", os instrumentos tendem a adquirir estabilidade e a persistir ao longo do tempo, mesmo diante de mudanças de governo ou de reorientações políticas. Um exemplo disso é o uso de cadastros como ferramenta técnica de gestão, legitimados como mecanismo eficiente e neutro de operacionalização das políticas públicas, mesmo diante de diferentes ciclos políticos.
Diante da complexidade crescente dos problemas públicos, governos têm recorrido a arranjos articulados de instrumentos, os chamados policy mixes. Essa estratégia envolve a combinação coerente de instrumentos distintos para alcançar objetivos comuns, exigindo a coordenação entre órgãos e atores, mas também coerência interna entre os mecanismos adotados.

## Classificação
Os instrumentos podem ser classificados como substantivos, quando relacionados à entrega de bens e serviços públicos (subsídios, transferências, regulações, campanhas de informação e contratos com terceiros, e procedimentais, quando voltados à organização e coordenação das atividades estatais (planejamento, formação de redes, conselhos participativos.
Outra distinção relevante diferencia os instrumentos voltados à estrutura interna do governo (gestão de pessoal, orçamento, compras públicas) daqueles voltados à sociedade, com foco na indução de comportamentos sociais ou econômicos.

## Casos aplicados no Brasil
A literatura nacional também tem avançado na análise empírica da utilização de instrumentos em contextos específicos. Em estudo sobre os normativos produzidos pelo Poder Executivo federal durante a pandemia de Covid-19, Koga et al. (2022) identificam o uso articulado de instrumentos substantivos e procedimentais, como medidas provisórias, decretos, transferências de renda, normas infralegais e planos de ação multissetoriais, configurando um arranjo institucional voltado à contenção da crise. Alguns exemplos no Brasil são:
- Transferência de renda, como no Programa Bolsa Família, que utiliza instrumentos de subsídio direto;
- Contratos de gestão com organizações sociais, regulamentados por legislações específicas como o Marco Regulatório das Organizações da Sociedade Civil (MROSC);
- Planos Plurianuais (PPA), que são instrumentos procedimentais de planejamento de médio prazo;
- Conselhos setoriais de políticas públicas, que funcionam como espaços de deliberação e participação da sociedade civil.